# Rita de Acosta Lydig
Rita Lydig, nacida Rita Hernández de Alba de Acosta (Nueva York, 17 de octubre de 1874– 19 de octubre de 1929), fue una socialité estadounidense conocida como «la mujer más pintoresca de América». Fue fotografiada por Adolf de Meyer, Edward Steichen y Gertrude Käsebier, pintada por Giovanni Boldini y John Singer Sargent, entre otros, y Malvina Hoffman realizó una escultura suya en alabastro. Escribió una novela, Tragic Mansions (Boni & Liveright, 1927), con el seudónimo Mrs Philip Lydig; se trata de una novela descrita como «emotiva y atractiva» por The New York Times.

## Biografía
Rita de Acosta nació en Nueva York en 1874, hija de Ricardo de Acosta, un ejecutivo de una línea de vapores nacido en Cuba de padres asturianos, y Micaela Hernández de Alba y de Alba, dama española relacionada con la Casa de Alba. Tuvo siete hermanos: Joaquín, Enrique, Ricardo, Mercedes, Aída, María y Ángela.
Su hermana Mercedes de Acosta, amante de la actriz Greta Garbo, fue escritora, guionista y crítica de sociedad. Su hermana Aída de Acosta, fue la primera mujer en pilotar en solitario.
Rita de Acosta se casó dos veces:

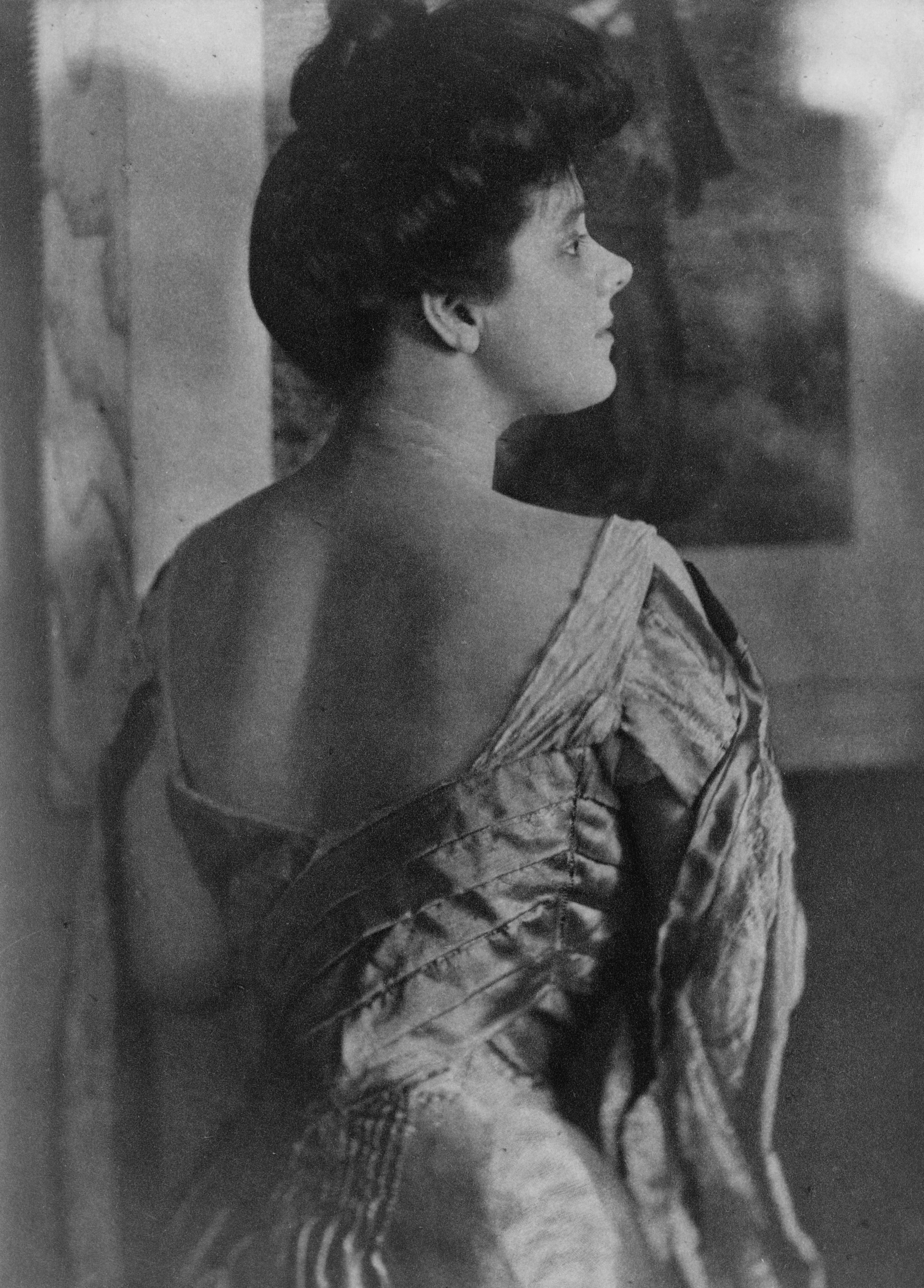
Rita de Acosta fotografiada por Gertrude Käsebier en 1905.

- El 3 de enero de 1895, con 19 años, se convirtió en la primera mujer de William Earl Dodge Stokes,[1] un multimillonario con el que tuvo un hijo, William Earl Dodge Stokes Jr, nacido el 5 de enero de 1896. El matrimonio no funcionó, debido al carácter y malos tratos de Stokes, y acabó en divorcio en 1900, con un acuerdo récord en aquella época de cerca de 2 millones de dólares para Rita. En febrero de 1922 testificó contra Stokes en el juicio por el divorcio de su segunda mujer, declarando que solía maltratarla físicamente durante su matrimonio.
- En 1902 se casó con el Capitán Philip M. Lydig, un oficial retirado del ejército de Estados Unidos. Se separaron en 1914 y se divorciaron en 1919.[3][4]

En 1921 Rita Lydig anunció su compromiso con el Reverendo Percy Stickney Grant, rector de la Iglesia de la Ascensión, pero sus planes de boda se rompieron en 1924 cuando el Obispo William Manning se negó a autorizar el matrimonio, alegando que Lydig era una mujer divorciada con dos maridos anteriores vivos. El reverendo Grant murió poco después, dejando su fortuna personal a la mujer con la que había deseado casarse y Lydig gastó grandes sumas de dinero en moda, arte, decoración y otros objetos para superar su dolor. Obligada por las deudas, vendió su casa de Washington Square con todo su contenido, fue declarada en bancarrota y murió de anemia perniciosa en el Hotel Gotham poco después, a la edad de 54 años.
Lydig está enterrada con su madre y su hermana Mercedes en el Trinity Church Cemetery en Washington Heights, Nueva York.

## Influencia en el arte y la moda

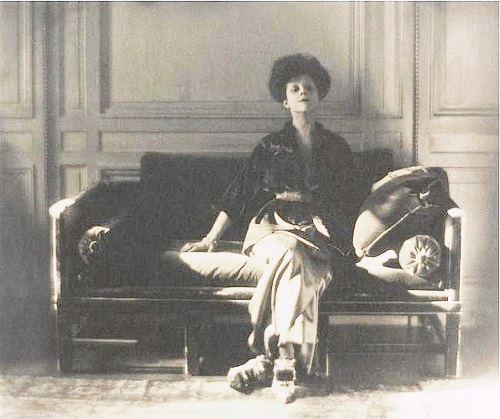
Foto de Rita de Acosta en París, 1913.

Famosa por su estilo de vida extravagante, Rita fue bien recibida en París, donde pasaba varios meses al año. Podía llegar al Ritz con peluquero, masajista, chófer, secretaria, sirvienta... y cuarenta maletas de Louis Vuitton. En París, compartía veladas con músicos, artistas, intelectuales y filósofos, nombres como Auguste Rodin, Eleonora Duse, Yvette Guilbert etc. Impresionada por el innato espíritu creativo de Rita, Isabella Stewart Gardner, la gran coleccionista y creadora del Gardner Museum en Boston, preguntó a un amigo común, John Singer Sargent, por qué Rita nunca se había expresado artísticamente, a lo que él respondió: «¿Por qué debería? Ella misma es arte».
Lydig vivió en Nueva York, París y Londres, y contó entre sus amigos con Edgar Degas, Leo Tolstoy, Sarah Bernhardt, Ethel Barrymore y Claude Debussy. Además apoyó al movimiento sufragista.
Su guardarropa personal fue la base para la creación del Costume Institute en el Metropolitan Museum of Art.